# バッドガイズ
『バッドガイズ』（原題: The Bad Guys）は、アーロン・ブレイビーの同名の児童文学シリーズを原作とした、2022年の3Dコンピュータアニメーション・クライム・コメディ映画。第50回アニー賞でキャラクターデザイン賞(長編アニメ部門)を受賞。
ミスター・ウルフが率いる悪名高き怪盗集団バッドガイズが、逮捕後、模範的な市民として更生を試みるふりをするが、ミスター・ウルフが新たな悪党の計画によって純粋に道を変えようとしていることに気づくというストーリー。
製作は2018年に開始された。キャラクターとテーマは、『オーシャンズ』シリーズ、『ルパン三世』『パルプ・フィクション』『BEASTARS』などのさまざまなクライム映画やアニメシリーズからインスピレーションを得ており、アニメーションスタイルは、ソニー・ピクチャーズ アニメーションの『スパイダーマン:スパイダーバース』からインスピレーションを得ている。DWA・グレンデールで製作が開始され、いくつかの追加の製作費用は、ジェリーフィッシュ・ピクチャーズから借りられ、声の収録は新型コロナウイルス感染症の世界的流行のためにリモートで行われた。
2022年3月16日から数カ国で公開され、アメリカでは4月22日に2DとRealD 3Dのフォーマットで公開された。アニメーション、脚本、ユーモア、声優など、批評家からは概ね好評を博した。全世界で2億5千万ドルの興行収入を記録し、2022年のアニメ映画で5番目に高い興行収入を記録した。

## あらすじ
カリフォルニア州、ロサンゼルスのとある街で、ミスター・ウルフが率いる悪名高き怪盗集団バッドガイズは、銀行強盗を成功させるといつものように警察を煽りながら逃走していた。
アジトに帰ると金庫破りの達人であるウルフの親友スネークの誕生日を、近接戦を得意とするピラニア、天才ハッカーの紅一点タランチュラ、変装の達人シャークと祝うが、スネークは乗り気ではなかった。一同が今回の強盗に関するニュースを見ると、街の知事である狐のダイアン・フォクシントンは彼らのやり方を時代遅れと挑発した。スネーク、シャーク、タランチュラ、ピラニアが憤慨するなか、ウルフは美術館で開催されるパーティーに乗り込み、名だたる怪盗が盗めなかったお宝である黄金のイルカを盗む計画を立て、それを実行する。それぞれが着実に役割をこなしていく中、ウルフは自分の出番が来るまで来客達から金品をひったくっていたが、一人の老婦人のハンドバッグからお金を取ろうと手を伸ばした矢先に、老婦人は階段から落ちそうになってしまう。しかし、偶然ウルフがバックの持ち手を掴んだことで大事にならずに済むが、老婦人から褒められた嬉しさのあまり尻尾を振ってしまう。ピラニアの助けもあり、黄金のイルカが展示されている部屋の入り口の警官を無力化することができたウルフとスネークは警備システムをタランチュラにハッキングしてもらい、無事盗み出すことに成功し、会場から出ようとするも、街の為に貢献したとして金のイルカを授与されるはずだったマーマレード教授が、ざわめく観客達に善についての話を始め、その話を聞いたウルフが再度尻尾を振ってしまい、変装がバレて警察に捕まってしまう。しかし、護送車に乗せられる寸前にウルフはマーマレード教授にバットガイズをグッドガイズにする実験を提案。スネーク達は困惑するも、ウルフは良い奴になれば誰も自分たちが悪事をやっても疑わないと説明し、一同は納得した。減刑を条件に実験を開始するも、この実験の裏で世界を脅かす巨悪の陰謀が動いているのだった。

## 登場人物
※括弧内は日本語吹替。
- ウルフ: サム・ロックウェル（尾上松也[12]） - ハイイロオオカミで、バッドガイズのリーダー。スリ等を得意としている。ナルシストなのか、作中では実験の失敗を怪しんだダイアンに対して、説得するためにお色気作戦（クルーニー作戦）を実行しようとした。世間からは恐れられているが、コミカルな面が目立つ仲間思いの性格をしている。
- スネーク: マーク・マロン（英語版）（安田顕[13]） - 皮肉屋の金庫破りであり、ウルフの親友のイースタンブラウンスネーク（英語版）。グループのツッコミ担当。なぜか誕生日を嫌っており、ウルフ達と写真を撮った時も不機嫌な顔をしているが、内心は嬉しがっている。
- タランチュラ: オークワフィナ（ファーストサマーウイカ[12]） - 天才ハッカーで毒舌なメキシカンレッドニータランチュラ（英語版）。ウルフからは「ウェブス」のあだ名で呼ばれている。タランチュラは原作の絵本『バッドガイズ』の2巻から登場したミスター・タランチュラ（別名: レッグズ）がモデルとなっている。
- シャーク: クレイグ・ロビンソン（長田庄平〈チョコレートプラネット〉[12]） - 変装の達人のホホジロザメ。
- ピラニア: アンソニー・ラモス（河合郁人〈A.B.C-Z〉[13]） - 小柄だがとんでもない怪力を持つピラニア。格闘が得意だが、お腹が弱い。
- ルパート・マーマレード4世教授:リチャード・アイオアディ（山口勝平） -街の名士であるモルモットの研究者。かつて街に落ちた隕石からエネルギーが流れているのを発見したことで今回パーティーで賞を授与されるはずであったが、ウルフの提案でバッドガイズをグッドガイズにする実験を行う。
- 老婦人: バーバラ・グッドソン（京田尚子） - ウルフがスリのターゲットにしていた女性。
- ダイアン・フォクシントン: ザジー・ビーツ（甲斐田裕子） - アカギツネの知事。バッドガイズにも物怖じしない言動を見せる。実はある大きな秘密を隠している。原作の「フォックス捜査官」にあたるキャラクター。
- ミスティー・ラギンズ署長: アレックス・ボースタイン（斉藤貴美子） - 男勝りで短気な性格の女性警察署長。バッドガイズの逮捕に人生を賭けている。
- ティファニー・フラフィット: リリー・シン（高橋真麻） - バッドガイズの活動拠点である街のニュースキャスター。バッドガイズの動向を中継している。

## 製作

### 企画
2017年7月22日、オーストラリアの『ザ・デイリー・テレグラフ』は、アーロン・ブラビーの児童文学シリーズ『バッドガイズ』の長編映画化に複数のスタジオが興味を示していると報じた。2018年3月、ドリームワークス・アニメーションは、本シリーズを原作とする映画の製作を発表し、イータン・コーエンが脚本を担当することになった。翌年10月には、本作が長編作品デビューとなるピエール・ペリフィルが監督を務め、コーエンとヒラリー・ウィンストンが共同で脚本を担当することが報じられた。本作は、「『シュレック』がおとぎ話に、『カンフー・パンダ』がカンフーにしたのと同じように、クライムというジャンルにひねりを加えている」と評された。新型コロナウイルス感染症の世界的流行の際には、スタッフは遠隔で作業を行った。2021年7月28日、キャストが発表された。ウィンストンは、『アイス・エイジ3/ティラノのおとしもの』の脚本を担当したヨニ・ブレナーとの共同脚本にのみクレジットされており、製作総指揮はコーエン、ブラベイ、ファンデーション・メディアのパトリック・ヒューズが担当した。

### アニメーションとデザイン
本作のデザインのインスピレーションは、ソニー・ピクチャーズ アニメーションの『スパイダーマン:スパイダーバース』から得たもので、ドリームワークスは他の作品よりもイラストや様式化されたものを売り込む機会を得た。キャラクターデザインは、エルジェ、鳥山明、アルベール・ユデルゾ、アンドレ・フランカン、メビウスなどからインスピレーションを受け、リュック・ベッソン監督の『フィフス・エレメント』、ガイ・リッチー監督の『シャーロック・ホームズ』、マイケル・マン監督の『ヒート』、スティーヴン・ソダーバーグ監督の『オーシャンズ11』、クエンティン・タランティーノ監督の『レザボア・ドッグス』『パルプ・フィクション』のスタイルとミックスされたものだった。『BEASTARS』『名探偵ホームズ』『ルパン三世』などのアニメや漫画、フランス・ベルギーのアニメ映画『アーネストとセレスティーヌ』から着想を得ており、キャラクターへのアプローチに影響を与えたためである。
本作のアニメーションはDWAグレンデールが担当し、ドリームワークスと『ボス・ベイビー ファミリー・ミッション』『ヒックとドラゴン 受け継ぐ者たち』『スピリット 未知への冒険』で仕事をしたジェリーフィッシュ・ピクチャーズが、プレモやムーンレイといった独自のソフトウェアと、2D効果やキャラクターリグの周りのラインをアニメーターに動かせるようにするためのドゥードゥルという新ツールでアセット製作サービスを追加で担当した。タランティーノ監督の『パルプ・フィクション』の同様のオープニングシーンにインスパイアされた本作のオープニングダイナーのシーンは、2分25秒と7フレームに及ぶドリームワークス・アニメーション史上最長のワンショットとなった。

### 音楽
2021年6月22日、本作のスコアを作曲するために、これまで『スパイダーマン:スパイダーバース』を作曲していたダニエル・ペンバートンと契約した。ペンバートンとゲイリー・ゴーが書いた曲「グッド・トゥナイト」が作られ、3月18日にバック・ロット・ミュージックからリリースされた。アンソニー・ラモスがウィル・ウェルズと一緒に追加の歌詞を担当した。3月31日に発売されたアルバムには、「グッド・トゥナイト」の他に、エル・キングの「フィーリン・オールライト」のカバーと、ザ・ヘヴィーの「ブラン・ニュー・デイ」の2曲が新曲として収録されている。監督のピエール・ペリフェール、プロデューサーのデイモン・ロス、作曲家のダニエル・ペンバートンが「ブラン・ニュー・デイ」のバックヴォーカルを録音した。4月22日の映画公開に続き、「グッド・トゥナイト」の新しいリミックスが公開された。
さらに、「キャント・ストップ・ウォント・ストップ」の「ストップ・ドロップ・ロール」、ザ・ブラック・キーズの「ハウリン・フォー・ユー」、ジュリー・ロンドンの「フライ・ミー・トゥー・ザ・ムーン」、ケミカル・ブラザーズの「ゴー」は映画で使用されるがサウンドトラックアルバムには収録されない。さらに、ビリー・アイリッシュの「bad guy」は予告編にしか使用されない。
下記の表において、特記されているものを除き、すべてダニエル・ペンバートンが作曲している。
| #         | タイトル                                                             | 作詞・作曲                                                         | アーティスト       | 時間  |
| --------- | -------------------------------------------------------------------- | ------------------------------------------------------------------ | ------------------ | ----- |
| 1.        | 「ザ・ビッグ・バッド・ウルフ」(The Big Bad Wolf)                     |                                                                    |                    | 1:05  |
| 2.        | 「ミート・ザ・バッド・ガイズ」(Meet The Bad Guys)                    |                                                                    |                    | 3:39  |
| 3.        | 「レッツ・バウンス」(Let's Bounce)                                   |                                                                    |                    | 3:08  |
| 4.        | 「プッシュ・ポップ」(Push Pop)                                       |                                                                    |                    | 3:28  |
| 5.        | 「ステップ3」(Step 3)                                                |                                                                    |                    | 3:17  |
| 6.        | 「セキュリティ・サプライズ」(Security Surprise)                      |                                                                    |                    | 1:36  |
| 7.        | 「ザ・ドルフィン・ハイスト」(The Dolphin Heist)                      |                                                                    |                    | 4:38  |
| 8.        | 「ゴーイング・トゥ・ゴー・グッド」(Going to Go Good)                 |                                                                    |                    | 4:07  |
| 9.        | 「ターン・オン・ザ・チャーム」(Turn on the Charm)                    |                                                                    |                    | 1:23  |
| 10.       | 「マーマレード・プレリュード」(Marmalade Prelude)                    |                                                                    |                    | 1:32  |
| 11.       | 「ア・ハイスト・フォー・グッド」(A Heist for Good)                   |                                                                    |                    | 2:28  |
| 12.       | 「ザ・シェアリング・ラボラトリー」(The Sharing Laboratory)           |                                                                    |                    | 1:51  |
| 13.       | 「セーブ・ザ・キャット」(Save the Cat)                               |                                                                    |                    | 1:43  |
| 14.       | 「グッド・トゥナイト」(Good Tonight)                                 | ペンバートン、ゲイリー・ゴー、アンソニー・ラモス、ウィル・ウェルズ | アンソニー・ラモス | 3:41  |
| 15.       | 「ソー・ロング・サッカーズ」(So Long Suckers)                        |                                                                    |                    | 1:56  |
| 16.       | 「ザ・レイヤー・オブ・ルート」(The Lair of Loot)                     |                                                                    |                    | 2:29  |
| 17.       | 「ルート・ループス」(Loot Loops)                                     |                                                                    |                    | 1:08  |
| 18.       | 「ベッドタイム・ストーリー」(Bedtime Story)                          |                                                                    |                    | 2:06  |
| 19.       | 「ダブル・クロスド」(Double Crossed)                                 |                                                                    |                    | 4:09  |
| 20.       | 「トリッキー・フォックス」(Tricky Fox)                               |                                                                    |                    | 1:08  |
| 21.       | 「ザ・クリムゾン・ポー」(The Crimson Paw)                            |                                                                    |                    | 1:51  |
| 22.       | 「シークレット・ハイドアウト」(Secret Hideout)                       |                                                                    |                    | 2:19  |
| 23.       | 「イービル・マスタープラン」(Evil Masterplan)                        |                                                                    |                    | 1:13  |
| 24.       | 「ザ・サッド・ガイズ」(The Sad Guys)                                 |                                                                    |                    | 1:35  |
| 25.       | 「ワン・ラスト・プッシュ・ポップ」(One Last Push Pop)                |                                                                    |                    | 1:40  |
| 26.       | 「フィニッシュ・ゼン」(Finish Them)                                  |                                                                    |                    | 1:45  |
| 27.       | 「ハフ＋パフ」(Huff + Puff)                                          |                                                                    |                    | 2:07  |
| 28.       | 「ジャスト・ロビング・ディス・プレイス」(Just Robbing This Place)    |                                                                    |                    | 1:55  |
| 29.       | 「フリーウェイ・エスケープ」(Freeway Escape)                         |                                                                    |                    | 2:27  |
| 30.       | 「フー・セド・イット・ワズ・ザ・エンド？」(Who Said It Was the End?) |                                                                    |                    | 2:03  |
| 31.       | 「リデンプション」(Redemption)                                       |                                                                    |                    | 2:01  |
| 32.       | 「ザ・オールド・スウィッチルー」(The Old Switcheroo)                 |                                                                    |                    | 1:45  |
| 33.       | 「フィーリン・オールライト」(Feelin' Alright)                        | デイブ・メイソン                                                   | エル・キング       | 4:04  |
| 34.       | 「ブラン・ニュー・デイ」(Brand New Day)                              | ペンバートン、ダニエル・テイラー、ケルヴィン・スワビー             | ザ・ヘヴィー       | 3:45  |
| 合計時間: | 合計時間:                                                            | 合計時間:                                                          | 合計時間:          | 81:02 |

## 封切り
2019年10月7日、『スプーキー・ジャック』の公開日を引き継ぎ、2021年9月17日に劇場公開されることが報じられた。2020年12月、新型コロナウイルス感染症の世界的流行により「今後数週間のうちに」新たな日程を確保することが確認されたものの、『ボス・ベイビー ファミリー・ミッション』が本来の枠に入り、本作は延期となった。2021年3月、公開日は2022年4月15日に予定されていた。同年10月、再び1週間延期され、4月22日となった。2022年4月12日にエース・ホテル・ロサンゼルスでレッドカーペット上映会が行われ、ビーツも出席した。2022年3月1日、ロシアのウクライナ侵攻を受け、ユニバーサルはロシアでの公開を取りやめた。

### マーケティング
本作のキャンペーンは2021年12月14日に開始され、最初の予告編、ファーストルック写真1枚、キャストのテーブルリーディングが公開された。最初の予告編は、『SING/シング: ネクストステージ』の劇場上映の際にも上映された。2022年2月23日に公開された第2弾の予告編は、映画公開までに2億5千万回近く再生回数を記録した。ソーシャルメディア分析会社のRelishMixは、同作品のデビュー前のソーシャルメディアリーチは2億2,000万人で、『ソニック・ザ・ムービー/ソニック VS ナックルズ』のリーチ4億4,500万人を大きく下回ったが、子供向けのドリームワークスYouTubeチャンネルの登録率が高いことを指摘している。スーパーボウルのプレゲーム中に放映されたコマーシャルメッセージは、YouTubeで公開されると850万回の再生回数を記録している。全体では、14本のプロモーション用YouTube動画が1億110万回の視聴回数を記録した。また、本作は2022年のNCAA男子バスケットボールトーナメントとタイアップし、映画の登場人物のバーチャルブラケットや、TNTとTBSの試合前後の中継でCMを放映した。SnapchatのARレンズでミスター・ウルフを撮影し、ビリー・アイリッシュの「bad guy」に合わせたTikTokのトレンドで映画のプロモーションを行った。Deadline Hollywoodによると、ユニバーサルはチケット発売日のエイプリルフール（4月1日）に乗じて、別のSnapchat ARレンズをリリースし、MrBeastやマイケル・レなどの人気インフルエンサーに使用されて流行し、TikTokで2,150万ビューと180万以上の「いいね」を獲得した。

### ホームメディア
ユニバーサル・ピクチャーズ・ホームエンターテイメントは、2022年6月21日にアメリカでDVD、Blu-ray、Ultra HD Blu-rayとデジタル・ダウンロードを発売した。

## 作品の評価

### 興行成績
2022年6月22日現在、アメリカとカナダで9,490万ドル、その他の地域で1億4,350万ドル、全世界で2億4,571万ドルの興行収入を記録している。
アメリカとカナダでは、『ノースマン 導かれし復讐者』『マッシブ・タレント』とともに公開され、オープニング週末には4,008館で1,300万ドルから2,000万ドルの興行収入が予測された。木曜夜の試写会での115万ドルを含め、初日で800万ドルを記録した。その後、2,400万ドルのデビューを果たし、興行成績のトップに立った。Deadline Hollywoodは、この超過達成は、多様な観客動員、大規模なマーケティング活動、および最近の家族向け映画の成功のおかげであると述べている。公開時の観客の56％は女性だった。観客の民族内訳は、白人40％、ラテン系・ヒスパニック系25％、アフリカ系20％、アジア系・その他9％だった。2週目の週末には1,620万ドルを記録し、再び1位を獲得した。3週目の週末に960万ドル、4週目に700万ドルを記録し、いずれも『ドクター・ストレンジ/マルチバース・オブ・マッドネス』に次ぐ2位となった。その後、第5週末に610万ドル、第6週末に440万ドル、第7週末に330万ドル、第8週末に250万ドル、第9週末に100万ドルを記録した。
アメリカとカナダ以外では、オープニング週末に25の国際市場から850万ドルを記録した。この中には、スペインで170万ドルの好調なオープニングを記録し、『THE BATMAN-ザ・バットマン-』を上回り、『ミラベルと魔法だらけの家』と並んで、新型コロナウイルス感染症の世界的流行の期間中に同国で最高のデビュー作となったことも含まれている。2週目の週末には、37市場で650万ドルを記録した。3週目の週末には、イギリスで310万ドル、オーストラリアで170万ドルを記録し、感染症の世界的流行以来、アニメ映画としては最高のオープニングを飾ったことなどから、1,050万ドルを追加した。4週目の週末には750万ドルを記録し、この中にはフランスでのデビュー作150万ドルも含まれている。北米公開に先駆け、5週目の週末に650万ドルを追加し、アメリカ・カナダ以外で5,000万ドルの大台を突破した。6週目の週末は590万ドルで、Deadline Hollywoodは4月29日の中国での公開を前に「9％減という凄まじい落ち込み」と指摘した。同作は、7週目の週末に900万ドルを追加した。これには、中国での453万ドルのオープニングが含まれ、Maoyanのウェブサイトでは観客から「強い」9.1/10の評価を得た。翌週末には720万ドルを記録したが、このうち韓国では193万ドルのデビューとなった。また中国での『ミラベルと魔法だらけの家』の興行収入を上回った。9週目の週末に670万ドルを記録し、10週目の週末に海外で1億ドルの大台を超え、11週目の週末にさらに580万ドルを追加した。翌週末には890万ドルを記録し、中国での『モアナと伝説の海』や『トイ・ストーリー4』の興行収入を上回った。13週目の週末には350万ドルを記録した。

### 映画批評家によるレビュー
レビュー収集サイト、Rotten Tomatoesでは、155人の批評家のレビューのうち88%が肯定的で、平均評価は6.9/10となった。同サイトの総評として、「テンポが速く、面白く、カラフルな映像の魅力にあふれた本作は、家族全員で楽しめる選択肢を求める観客にとって朗報だ」と書かれている。加重平均を採用しているMetacriticでは、25人の批評家による評価で100点満点中64点となり、「概ね好評」であることが示された。CinemaScoreの観客動員数はA+からFの評価で平均「A」、ポストトラックの観客動員数は5つ星のうち平均「4」を獲得した。
ワシントン・ポストのクリステン・ペイジ・カービーは、4つ星のうち3つを与え、「物語の教訓は、大きな衝撃を与えるものではない。その必要があるわけでもない。それでもこの作品は巧妙で、視覚的に興味深くとても面白い。ユーモアが低俗なものであっても、物語としては筋が通っている。便秘のジョークは、それがプロットにとって不可欠であれば、より面白くなる。本作にはそれがある。実際、本作は多くのことを理解している。自分たちが何者であるか、そして何をしようとしているのかがよくわかる。ハートとユーモアのあるクライム映画で、どこに犯罪があるんだ？」と語った。IGNのライアン・レストンは10点満点中8点の評価をつけ、「本作は、バケツいっぱいの笑いとたくさんの心を持った、巧妙で陽気なクライム映画である。『オーシャンズ11』と『赤ずきんちゃん』の出会いであり、サム・ロックウェル演じるウルフが刑務所から出られないよう、魅力的な攻勢をかけている...そして彼はその過程であなたを魅了するのかもしれない。リチャード・アイオアディがマーマレード教授を演じ、声優陣も豪華なギャグで笑いを誘ってくれる。本作は、アクションと笑いにあふれた、楽しくて家族向けの犯罪ゲームだ」と語った。シカゴ・サンタイムズのリチャード・ローパーは、4点満点中3.5点の評価を与え、「アニメーションはCGの2Dと3Dを組み合わせ、土曜日の朝のアニメを思い出させるような外観だが、より鮮明でまばゆいばかりだ。このアニメーションには写実性はなく、様式化され、クライム映画ロサンゼルス特有の定義があり、空はほとんど露出過多なほど明るく、しかしなぜかちょっとしたノワールのような雰囲気を醸し出している。本作は、素晴らしいパフォーマンス、素敵なメッセージ、そして安定した笑いのパレードを備えた素晴らしい作品である」と語った。
ガーディアンのウェンディ・イデは5点満点中3点をつけ、「『ロジャー・ラビット』同様、テンポの良さはルーニー・テューンズの古典アニメの狂気に負うところが大きいが、本作はクライム映画、特に『オーシャンズ』シリーズにも通じるものがある。本作はわざとらしく、変装はせんべいに入っているような付け鼻と口ひげの組み合わせ以上に説得力があることはまずない。しかし、重要な部分には信憑性があり、簡単な会話や充実した友情が描かれている。鋭く、愚かで、しばしばとても可笑しい」と語った。

### 受賞歴
2022年ハートランド映画祭で「真に感動する作品賞」の称号を獲得した。

### 続編の可能性
本作公開後の2022年4月、監督のペリフェルは「ぜひ続編をやりたい」と語った。

### スペシャル
『バッドガイズ: めっちゃバッドなクリスマス!?』
ホリデー・スペシャルがドリームワークス・アニメーション・テレビジョンによって制作され、『ワイルド・スピード/スパイレーサー』のブレッド・ハーランドが務め、スペシャルは2023年にNetflixで放映された。本作の舞台は、今作の1年前に設定され、クリスマスが予期せずキャンセルされたとき、彼らは、盗むのではなく与えることで、街のホリデースピリットを再燃させることとなる。
『バッドガイズ: 身の毛もよだつ大強盗』
新たにハロウィン・スペシャルがドリームワークス・アニメーション・テレビジョンによって制作され、『The Croods: Family Tree』のケヴィン・ピーティが監督を務め、2024年10月3日にNetflixで放映された。伝説の犯罪者スケアリーの貴重なお守りを盗み出そうとスケアリーの幽霊屋敷に侵入したウルフたち、しかしそこで恐るべき体験をする。